# Vimblanc
El vimblanc és un vi de licor tradicional de les DO Montsant i DO Tarragona.
És un vi blanc dolç elaborat antigament amb la varietat de garnatxa, i avui dia amb macabeu o pedro ximenes assolellat i sobremadurat, amb un grau alcohòlic volumètric natural de mínim d'11% vol. Es fermenta en bótes de roure, sense addició d'alcohol, fins que s'obté un grau alcohòlic volumètric adquirit mínim de 15% vol i màxim de 18% vol.
Els orígens remuntarien al Priorat i els monjos cartoixans haurien estès, després, aquest estil d'elaboració a la Ribera d'Ebre. La localitat de Vinebre, de la Ribera d'Ebre, destaca per ser una de les més antigues en l'elaboració d'aquest tipus de vi. Antigament a cada casa de pagès, se'n feia, però als anys 1980 se'n va deixar la comercialització. Des dels primers anys del segle xxi coneix un renaixement. El 2012 el celler Molí de Rué en va tornar a produir, després de cinc anys d'assajos. El 2019 van quanyar el «Premi Vinari a la tradició vitivinícola de Catalunya» per la recuperació del vimblanc.
El 2017 a Vinebre s'ha celebrat la primera Festa del Vimblanc amb tretze elaboracions diferents, una festa que ha conegut la tercera edició el 2019.